# Жёсткая логика
Жёсткая логика — принцип построения автоматизированных устройств управления, создаваемых на комбинационных логических схемах, триггерах, счётчиках, регистрах, дешифраторах. Она была широко распространена в ранних версиях устройств управления, но с развитием полупроводниковой техники, появлением большого числа программируемых контроллеров и снижения на них цен, подавляющее число разработчиков отказались от использования устройств на жёсткой логике.
Однако в последнее время наблюдается возврат к её использованию. Это продиктовано прогрессом в технологии производства микросхем, позволившим вывести эти системы на принципиально иной уровень миниатюризации и быстродействия, который теперь не уступают, а нередко и превосходят системы, построенные на архитектуре, использующей многофункциональные перепрограммируемые микропроцессоры.
Главным аргументом при использовании АСУ на жесткой логике сегодня становится их практически полная защищенность от кибертерроризма.

## История
Неоднократно вводившиеся за годы холодной войны ограничения на поставку в СССР электронного оборудования привели к нехватке программируемых микропроцессоров для разработки систем телемеханики и управления технологическими процессами. Путём решения проблемы для советских инженеров стало создание систем управления все заранее определенные функции контроля и управления реализуются путём соединения блоков с фиксированной функциональностью. Эта функциональность намертво «зашивается» в блок путём соединения стандартных логических микросхем.
В частности, разработками подобных систем занимался сотрудник Государственного Всесоюзного Центрального Научно-Исследовательский институт комплексной автоматизации (ЦНИИКА) Леонид Семенович Нагирнер. Их внедрение привело к возникновению целой инженерной школы, на принципах которой до сих пор работают такие российские предприятия как Московский завод «Физприбор». Его разработки на основе систем жёсткой логики используются ГК «Росатом» в системах безопасности большинства российских и ряда зарубежных АЭС. Несмотря на существование конкурса для хакеров по взлому АСУ на жесткой логике, приз за него так и не был получен.

## Безопасность
Со временем некогда вынужденное решение по внедрению АСУ ТП на жесткой логике превратилось в своеобразное преимущество. Применение подобной архитектуры систем управления практически полностью исключает возникновение как случайных (ошибка программистов), так и злонамеренных (аппаратные и программные «закладки») сбоев. Подобная предназначена лишь для выполнения изначально жестко заданного перечня задач. В ней в принципе отсутствуют избыточные недокументированные возможности.
Это преимущество стало тем более очевидным после 2010 с появлением промышленного зловредного ПО Stuxnet, который перехватывает и изменяет информационный поток между программируемыми контроллерами Simatic S7 фирмы Siemens, нападению которого подверглось первую очередь оборудование в иранском заводе по обогащению ядерного топлива в г. Нетанз.
В 2013 году был обнаружен зловредный код Haves, который проникает через сети общего пользования в промышленные сети и заражает оборудование промышленного контроля ICS/SCADA.
В конце 2016 жертвой схожего по принципу действия зловреда Industroyer стала система управления электроснабжением Киева, в результате чего около 20 % города осталось без света. Зловред подменял протоколы промышленной связи для управления процессами по стандартам IEC 60870-5-101, IEC 60870-5-104, IEC 61850 Международной электротехнической комиссии и OLE компании Microsoft.
После этих инцидентов некоторые европейские компании также задумались о создании собственных систем АСУ ТП, построенных на непрограммируемых контроллерах, в которых изменение алгоритма функционирования системы возможно только путём изменения её структуры. В частности, французская компания TechnicAtome (бывш. Areva TA), начиная с 2011 года по заказу Orano (бывш. Areva) занимается разработкой и внедрением аналоговой платформы КИПиУ, получившей наименование UNICORN. Первое применение этой основанной на непрограммируемой логике платформы запланировано на британской АЭС Хинкли-Пойнт.